# Uncarina
Genre
Classification phylogénétique

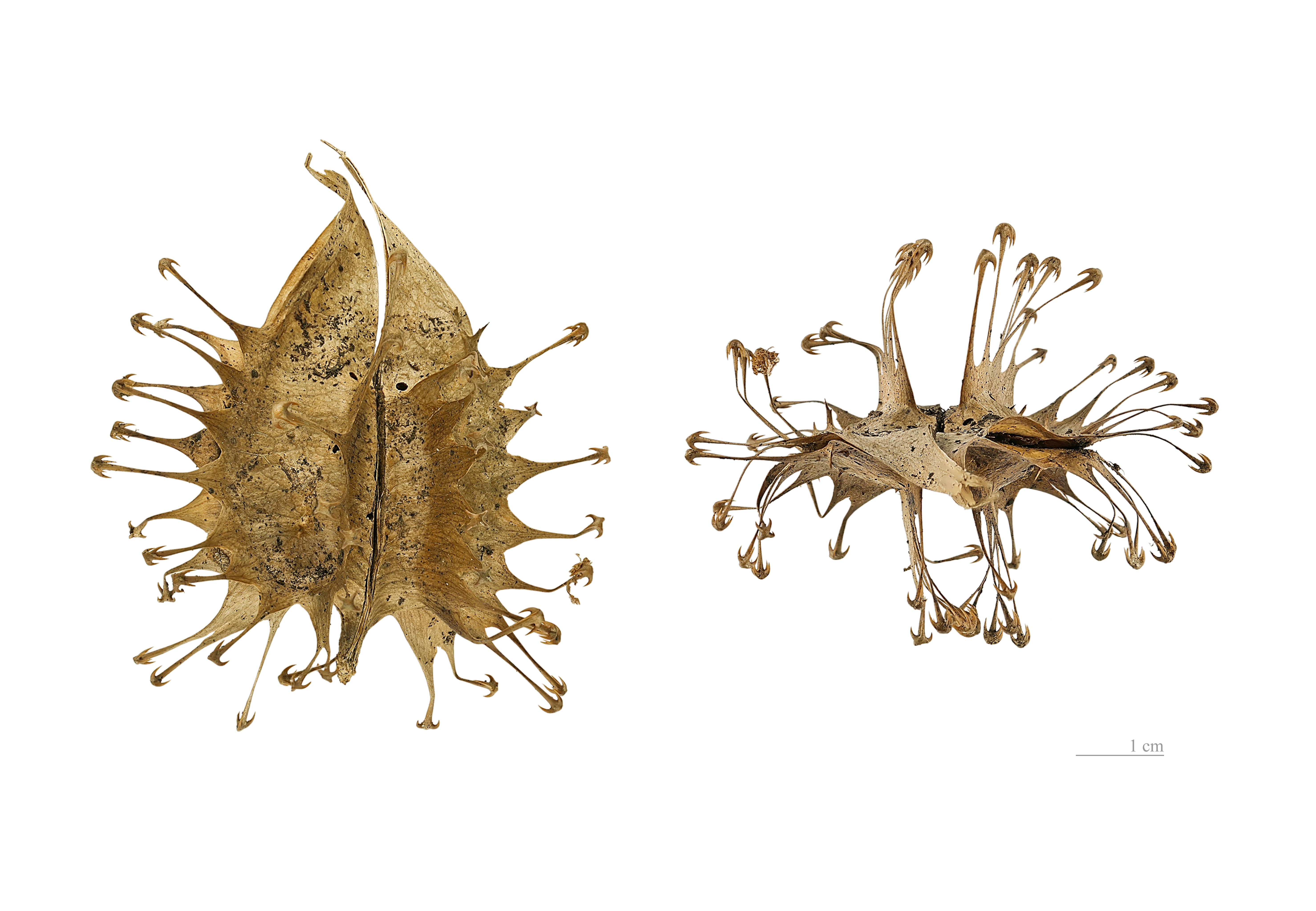
Le fruit très typique des Uncarina - Uncarina ankaranensis - Muséum de Toulouse

Le genre Uncarina comprend des petits arbres ou arbustes à feuilles caduques originaires de Madagascar.

## Quelques espèces

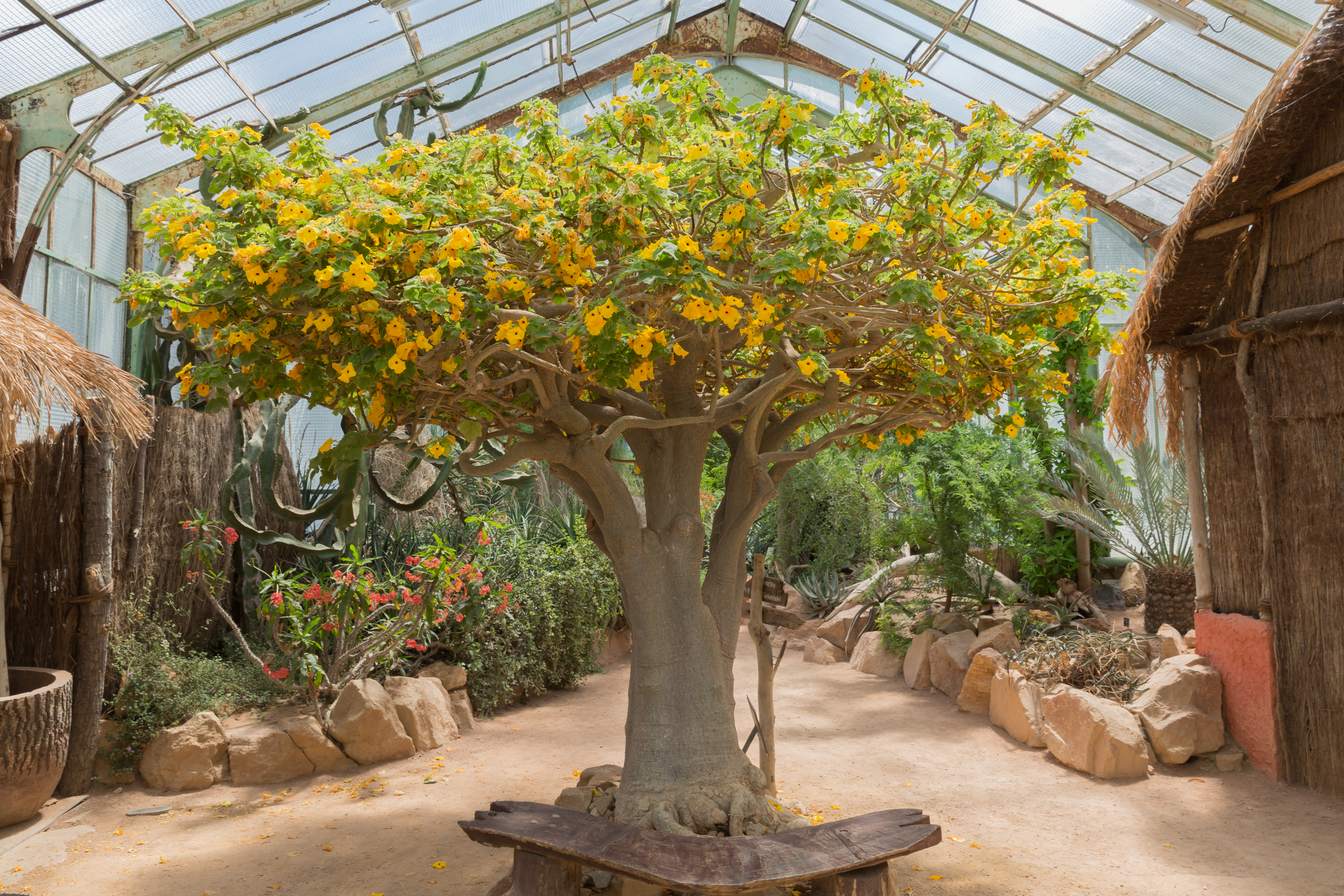
Uncarina ankaranensis
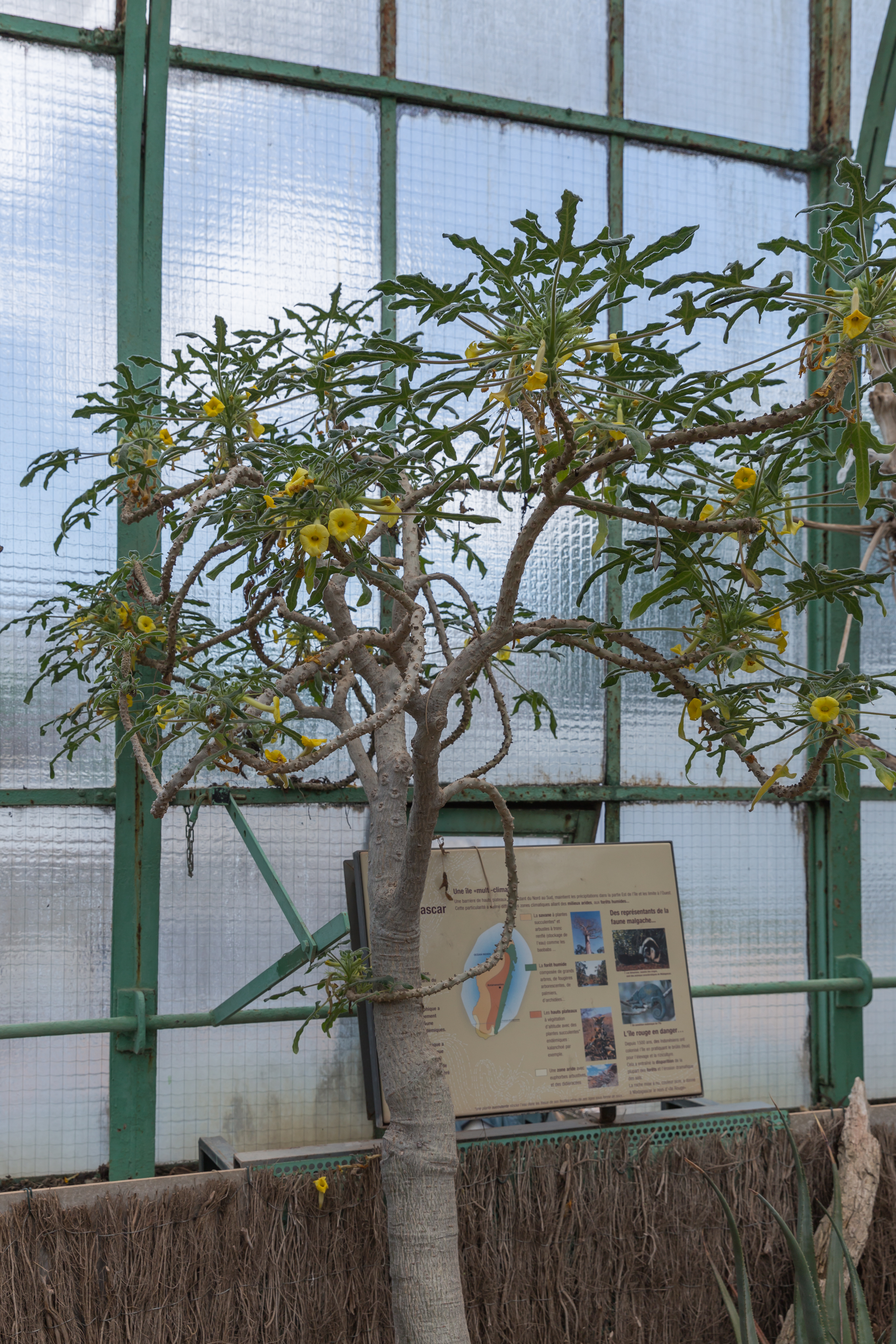
Uncarina decaryi
- Uncarina grandidieri
- Uncarina leandrii
- Uncarina roeoesliana

- Uncarina grandidieri
- Uncarina roeoesliana

## Remarques
- Voir aussi le genre Harpagophytum qui est un genre très proche.
- Ne pas confondre avec le genre Uncaria de la famille des Rubiaceae.
- Ses fleurs comportent du savon pour faire la lessive.